# 海因里希·冯·赫尔佐根伯格
海因里希·彼得·弗雷赫尔·冯·赫尔佐根伯格（德語：Heinrich Peter Freiherr von Herzogenberg，1843年6月10日—1900年10月9日），法国血统的奥地利作曲家。
赫尔佐根伯格的作品属于典型的学院派，受勃拉姆斯的影响很大，但他的风格并不那么复杂晦涩。赫尔佐根伯格的创作涉及很多领域，质量也普遍较高，但因缺乏特色，目前很少演出。

## 生平
他是法国贵族的后裔，早年先后在格拉茨和维也纳学习，结识勃拉姆斯后，成为他的热心支持者和模仿者。1866年他和勃拉姆斯的学生伊丽莎白·馮·施托克豪森结婚，伊丽莎白和勃拉姆斯关系密切，他们两人的通信是研究勃拉姆斯的重要史料。1874年赫尔佐根伯格移居莱比锡任教，1885年又移居柏林。1892年伊丽莎白去世，对他的打击很大。晚年他下肢关节坏死，靠轮椅代步。1900年逝世于威斯巴登。

## 作品節錄
獨奏
- 六首鋼琴小品，作品5
- 五首鋼琴小品，作品25
- 鋼琴小品，作品49

室內樂
- 為大提琴與鋼琴的二重奏，作品12
- 鋼琴五重奏，作品17
- 第1號鋼琴三重奏，作品24
- 弦樂三重奏，作品27
- 第1號小提琴奏鳴曲，作品32
- 弦樂四重奏，作品42
  - G小調第1號
  - D小調第2號
  - G大調第3號
- 鋼琴五重奏，作品43
- 第1號大提琴奏鳴曲，作品52
- 圓舞曲（鋼琴四手聯彈），作品53
- 第2號小提琴奏鳴曲，作品54
- 三重奏，為雙簧管、圓號與鋼琴，作品61
- 第5號弦樂四重奏，作品63
- 第2號大提琴奏鳴曲，作品64
- 第1號鋼琴四重奏，作品75
- 弦樂五重奏，作品77
- 第3號小提琴奏鳴曲，作品78
- 第3號大提琴奏鳴曲，作品94
- 第2號鋼琴四重奏，作品95

## 外部連結
- 海因里希·冯·赫尔佐根伯格的免费乐谱，由国际乐谱典藏计划提供